# Abraham Staifo
Abraham Staifo, född 1 januari 1973 i sydöstra Turkiet, är en svensk journalist med assyriskt ursprung. Han är bosatt i Göteborg.
Staifo är krönikör och ledarskribent på Göteborgs-Posten efter att tidigare bland annat varit chefredaktör och redaktionchef för Assyriska riksförbundets tidskrift Hujådå (Union) och krönikör på City Göteborg. Redan somrarna 2003 och 2004 var han gästkrönikör i GP. Sedan 2006 är han en del av ledarredaktionen på GP. Han har också varit reporter och ledarskribent för GT mellan februari 2001 och december 2005. Mellan 2003 och 2005 var Staifo ordförande i Assyriska ungdomsförbundet (AUF). Dessförinnan var han sekreterare och vice ordförande i AUF.
År 2003 utsågs han till vinnare av LSU:s stora ledarskapspris med följande motivering: Abraham Staifo tilldelas LSU:s stora ledarskapspris med motiveringen att han visat prov på ett stort engagemang, förmåga att lyssna och lyfta sina medarbetare och visa respekt för andras åsikter i sitt ledarskap. Abraham Staifo har också i sin ledarroll som ordförande i Assyriska Ungdomsförbundet, AUF, lyft det visionära tänkandet och förenat det med handlingskraft."
Abraham Staifo var fem år när han kom till Sverige och till Mjölby. År 1982 flyttade familjen dock till Göteborg. Fotbollen har varit en del av Abraham Staifos liv. Han började i Västra Frölunda IF och spelade sedan yttermittfältare Assyriska BK. Staifo är pol mag vid universitetet, har läst journalistik och har också medverkat i programmet Ping-pong i Sveriges Radio P4 Göteborg.